# Etårige planter
Etårige planter eller annueller er planter som visner og dør efter sin første vækstsæson, og efter at have spredt sine frø eller sporer til den næste generations fremvækst. Disse typer planter står i modsætning til toårige og flerårige planter.
| Botanik | Spire Denne botanikartikel er en spire som bør udbygges. Du er velkommen til at hjælpe Wikipedia ved at udvide den. |